# سبلان
کوه ساوالان با ۴۸۱۱ متر بلندی از سطح دریا، سومین  کوه بلند ایران است که در شمال غرب کشور و در استان اردبیل و بین شهرهای اردبیل و مشگین‌شهر قرار دارد.از لحاظ تقسیمات اداری استان اردبیل، این کوه در مرز بین بخش مرکزی شهرستان اردبیل و بخش لاهرود شهرستان مشگین‌شهر واقع می‌باشد
سبلان قلهٔ بلند ایران پس از دماوند و علم کوه،  یکی از ۱۵۱۵ قله بسیار برجستهٔ جهان به‌شمار می‌رود. سبلان یک کوه آتشفشانی نیمه فعال است که در مرحلهٔ فومرولیو بوده و در بالای قله آن دریاچه سبلان قرار دارد که تنها دریاچه دهانه ای کشور و با ارتفاع ۴۸۱۱ متر مرتفع‌ترین دریاچه ایران و یکی از مرتفع‌ترین دریاچه‌های جهان به‌شمار می‌آید، این دریاچه دارای مساحت ۱٫۰ هکتار، عمق تا ۱۵ متر و حجم تا ۸۰۰۰۰ متر مکعب است. سبلان به خاطر آبگرم‌های طبیعی و طبیعت زیبا و منحصربه‌فرد و پیست اسکی آلوارس مورد توجه گردشگران است.

## نام‌شناسی
اگرچه گروهی از پزوهشگران خاستگاه زرتشت را در شرق ایران دانسته‌اند ولی برخی سبلان را محل بعثت (زرتشت) می‌دانند.
برخی از پژوهشگران، کوه‌های اوشیدم و اوشیدرنَه را که در اوستا به آنها اشاره شده است را نامهای قلل سبلان می‌دانند. نمونه‌ای از آن در کتاب چنین گفت زرتشت، اثر نیچه، مشاهده می‌شود که به پایین آمدن زرتشت از کوه سبلان اشاره کرده است این کوه در زبان اوستایی قدیم با نام ساوالان نیز شناخته می‌شده است. و از این نظر مکانی مقدس و مورد احترام است که حتی در میان بومیان و عشایر منطقه به نام آن قسم یاد می‌شود.
بر همین بنیاد گمانه‌هایی در مورد نام سبلان وجود دارد این است که در زبان آذربایجانی ساو یعنی وحی و آلان یعنی محل وحی و ترکیب این دو واژه محل گرفتن وحی را می‌سازد همچنین در منابع فارسی ساوالان با نام سبلان شناخته می‌شود که آن را از باران بزرگی به نام سبل می‌دانند. سبلان در سنسکریت صبلیمن (śabaliman) و به معنی رگه بوده است؛ زیرا در دامنهٔ این کوه، چشمهٔ آب گرم و آب سرد با فاصلهٔ نزدیک یک متر از هم دیده می‌شود؛ یعنی یک رگهٔ آن گرم و رگهٔ دیگرش سرد است. گمانه دیگر آن است که نام آن از سَولون از زبان تالشی به معنی آشیانه برف گرفته شده باشد.
از سوی دیگر برخی بر این نظر هستند که سبلان ریشه ای عربی دارد و از کلمه سبل به معنی باران درشت‌دانه و مفیدی گرفته شده است، به همین خاطر نام منطقه سبلان نام گذاری شده است. در متون سبلان در آثار مکتوب مسلمانان و نوشته‌های صاحب‌نظران غیرمسلمان انعکاس بیشتری دارد که از آن جمله آثار اصطخری (م ۳۴۶ هجری قمری)، ابن حوقل (و ۳۶۷ هجری قمری)، مؤلف حدود العالم (۳۷۵و هجری قمری)، احمد مقدس (۳۷۵و هجری قمری)، یاقوت حموی (م ۶۲۶ هجری قمری) از نام سبلان استفاده شده است که می‌تواند موید این موضوع باشد.

جواد کهلان فر در کتاب تاریخ اساطیری تطبیقی ایران باستان بر این نظر است که 
در روایات شاهنامه نام دژ بهمن (خانه خوب و مقدس) هم که به عنوان مقر دیوان با اردبیل (شهر پر نعمت) مطابقت داده شده است همانا در اساس منظور شهر نینوا (شهر پر نعمت) پایتخت دولت آشور بوده است که به دست کی خشثرو (کی خسرو، هوخشتره) سقوط کرد. از اینجا متوجه معنی لفظی اصلی شهر اردبیل یعنی شهر پر نعمت می‌شویم که به سهو ارت بیل یعنی شهر مقدس تصور شده است. معنی نامهای کوه بزرگ آن یعنی سبلان (سو-لان یعنی لانه سود) و هوکر (کوه نیکو دهش) نیز گواه همان مفهوم شهر پر نعمت و سود بودن نام اردبیل است.

## جغرافیا

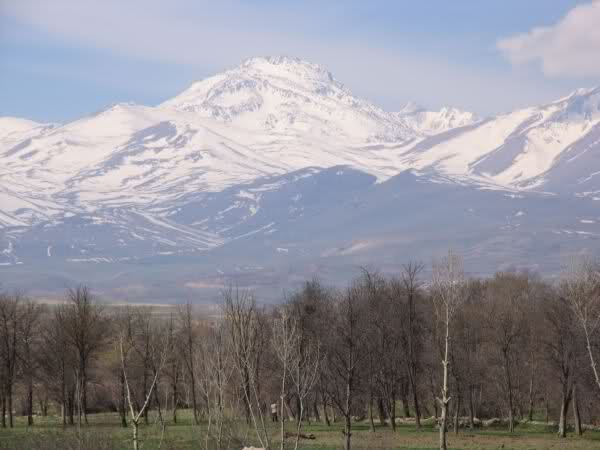
قلهٔ سبلان

کوه سبلان در ۳۵ کیلومتری غرب شهر اردبیل و ۲۵ کیلومتری جنوب شرقی شهرستان مشکین‌شهر واقع است. از لحاظ تقسیمات اداری استان اردبیل، این کوه در مرز بین بخش مرکزی شهرستان اردبیل و بخش لاهرود شهرستان مشگین‌شهر واقع می‌باشد. این کوه در طول جغرافیایی ۴۷ درجه و ۵۰ دقیقه شرقی و عرض جغرافیایی ۳۸ درجه و ۱۷ دقیقه شمالی قرار گرفته است. برای این کوه عظیم ۶۰ کیلومتر طول و ۴۵ کیلومتر پهنا تخمین می‌زنند و سطحی که به وسیله آن در آذربایجان قرار گرفته نزدیک به ۶۰۰۰ کیلومتر مربع است.
کوهستان
سبلان دارای چندین قله معروف است که قله مرتفع آن به سلطان مشهور است و قله‌های دیگر آن با نام (هره لر) (کسری) (بالا سبلان) و (بابا مقصود) مشهورند. کوه سبلان از مجموعه‌ای از ارتفاعات متعدد تشکیل شده که به موازات ارسباران ولی اندکی در شرق آن کشیده شده است. امتداد آن شرقی–غربی است و از شرق و شمال و جنوب کوهی به نام قوشه داغ آن را به رشته کوه ارسباران متصل می‌کند. در جنوب آن کوه بزقوش، که از سمت جنوب غربی به کوهستان سهند مربوط است، کشیده شده است.
قسمت شرقی کوه سبلان به قله آتشفشان سبلان که در بلندای ۴۸۱۱ متری قرار دارد، منتهی می‌شود. تمام قله‌های سبلان در همهٔ ایام سال پوشیده از یخ و برف‌های دائمی هستند.
در جبهه غربی قله سلطان و در کنار جان‌پناه، سنگی به شکل عقاب قرار دارد که در طول زمان به نماد سبلان تبدیل شده است. این قطعه سنگ به شکل عقابی است که نشسته و سر را به سوی شرق چرخانده است.
در مسیر صعود از یال شرقی (پناهگاه) سنگهایی به شکل روباه، کبوتر کاکلی و شاه و ملکه وجود دارد که در مسیر پرچم‌های راهنما وجود دارند.

## صعود به کوه
به صورت کلی برای صعود به سبلان سه مسیر وجود دارد:
- مسیر شمال‌شرقی (مسیر رایج)، که از آبگرم شابیل واقع در جنوب شهر لاهرود در جاده اردبیل به مشکین‌شهر آغاز می‌شود و با عبور از پناهگاه به وسیله یال شرقی به قله می‌رسد. مسیر پناهگاه تا قله کاملاً پاکوب بوده و مشخص است و در بیشتر قسمت‌های آن پرچم‌های راهنما وجود دارد. این جبهه ساده بوده و کوهنوردان معمولی به راحتی صعود تابستانه را در چند ساعت (صبح تا ظهر) انجام می‌دهند.[۲۱]
- مسیر غربی، که از پای دریاچه قره گل شروع می‌شود و پس از گذر از هره چال و یخچال عظیم هره به جان‌پناه غربی و سپس قله سبلان می‌رسد.[۲۲]
- مسیر جنوبی، که از سمت جنوب قله آغاز می‌شود و در نزدیکی قله به وسیله یال شرقی به قله منتهی می‌شود. در این مسیر جان‌پناهی وجود ندارد. این جبهه سخت‌ترین راه صعود به این قله می‌باشد که از سنگ‌های بزرگ تشکیل شده است. پیست اسکی آلوارس که یکی از مجهزترین پیست‌های اسکی ایران است در این مسیر قرار دارد.[۲۳]

## ثبت در فهرست آثار طبیعی ملی
قله سبلان به شماره ۱۹۴۹۶/۱۲ در فهرست آثار طبیعی ملی کشور به ثبت رسیده و سند مالیکت آن از ارتفاع بالای سه هزار و ۶۰۰ متری قله به وسعت شش هزار و ۲۰۰ هکتار به نام سازمان حفاظت محیط زیست صادر شده است.

## سنددار شدن قله سبلان
قله سبلان در اسفند سال ۱۳۹۹ توسط اداره کل منابع طبیعی استان اردبیل به مساحت ۹۷۴۰۰۰ هکتار و به شعاع ۱۰ کیلومتری از ییلاقات آن دارای سند رسمی گردید. صدور این سند زمینه پیشگیری از کوه خواری، تصرفات غیرقانونی و ثبت در فهرست یونسکو را فراهم می‌آورد.

## حادثه دی ۱۴۰۲ کوهنوردان سبلان
- حمید قویدل مدیر عامل هلال احمر استان اردبیل اظهار کرد: «۱۹:۳۰ جمعه ۱۵ دی ۱۴۰۲ خبر ناپدید شدن ۳ کوهنورد در ارتفاع‌های سبلان به هلال احمر اعلام شد و نجاتگران ساعت ۲۱ در منطقه حاضر شدند و عملیات جستجو برای پیدا کردن این افراد آغاز شد». وی در ادامه گفت: «پس از حدود ۱۸ ساعت جستجو، نجاتگران جسد ۲ کوهنورد زن را در محدوده یخچال کوچک سبلان در ارتفاع ۴۲۰۰ متری جبهه شمال شرقی سبلان پیدا کردند و این افراد به علت سقوط از ارتفاع و سرمای شدید جان خود را از دست داده بودند و یکی دیگر از کوهنوردان هم مصدوم شده است».[۲۶]
- معصومه رفیعی و نادره دمشقی دو کوهنورد جان باخته در این حادثه بودند و علی نجفی تنها کوهنورد نجات‌یافته در این حادثه بود. نجفی اظهار کرد: «معصومه رفیعی در ساعت ۸:۴۵ شنبه ۱۶ دی ۱۴۰۲ و نادره دمشقی در ساعت ۹:۳۰ شنبه ۱۶ دی ۱۴۰۲ جان باخت».[۲۷]

## نگارخانه
|  |  |
|  |  |
|  |  |

عکس‌های ماهواره‌ای ناسا از سبلان:

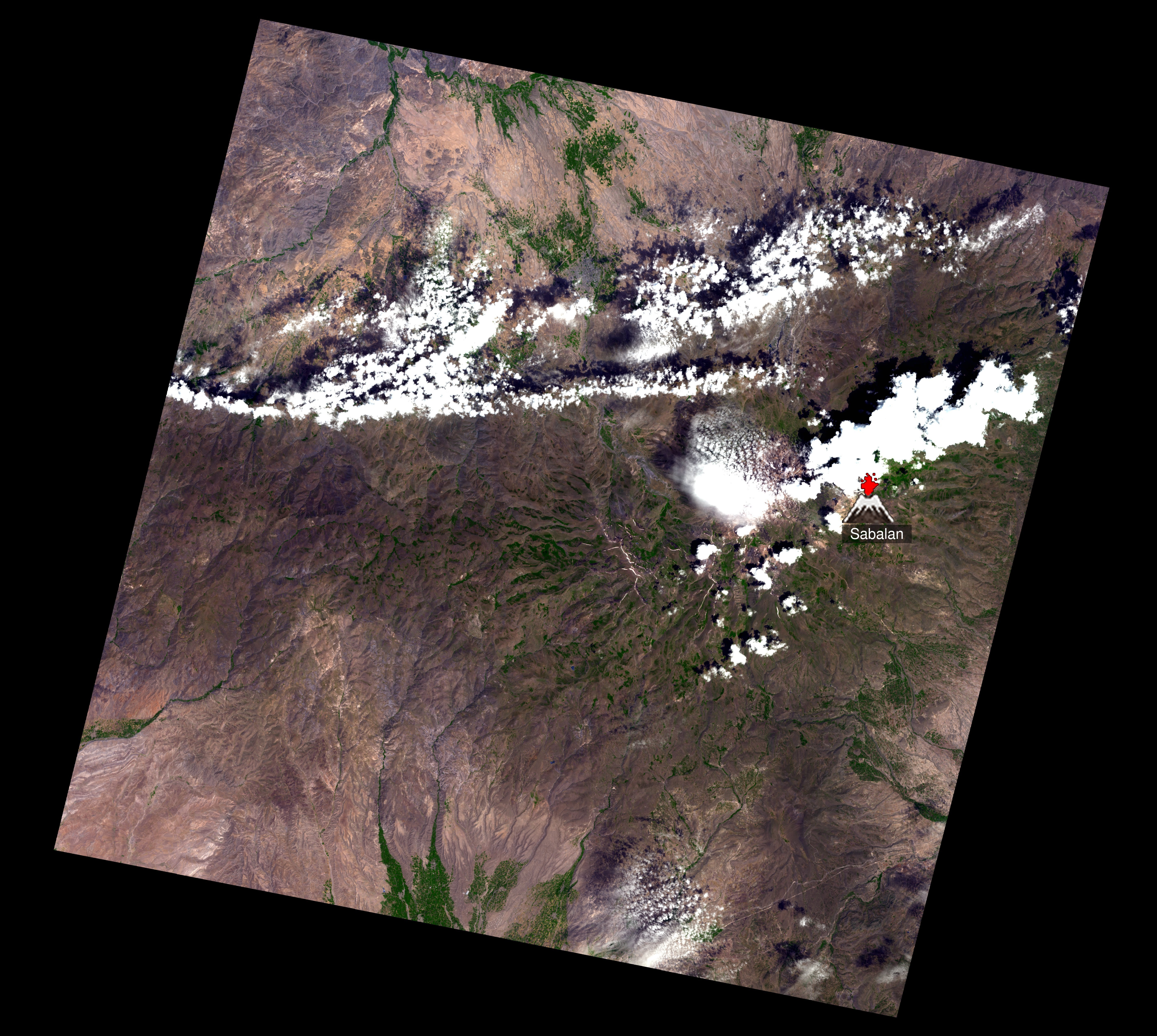
در تاریخ ۲۰۰۰/۰۷/۱۴
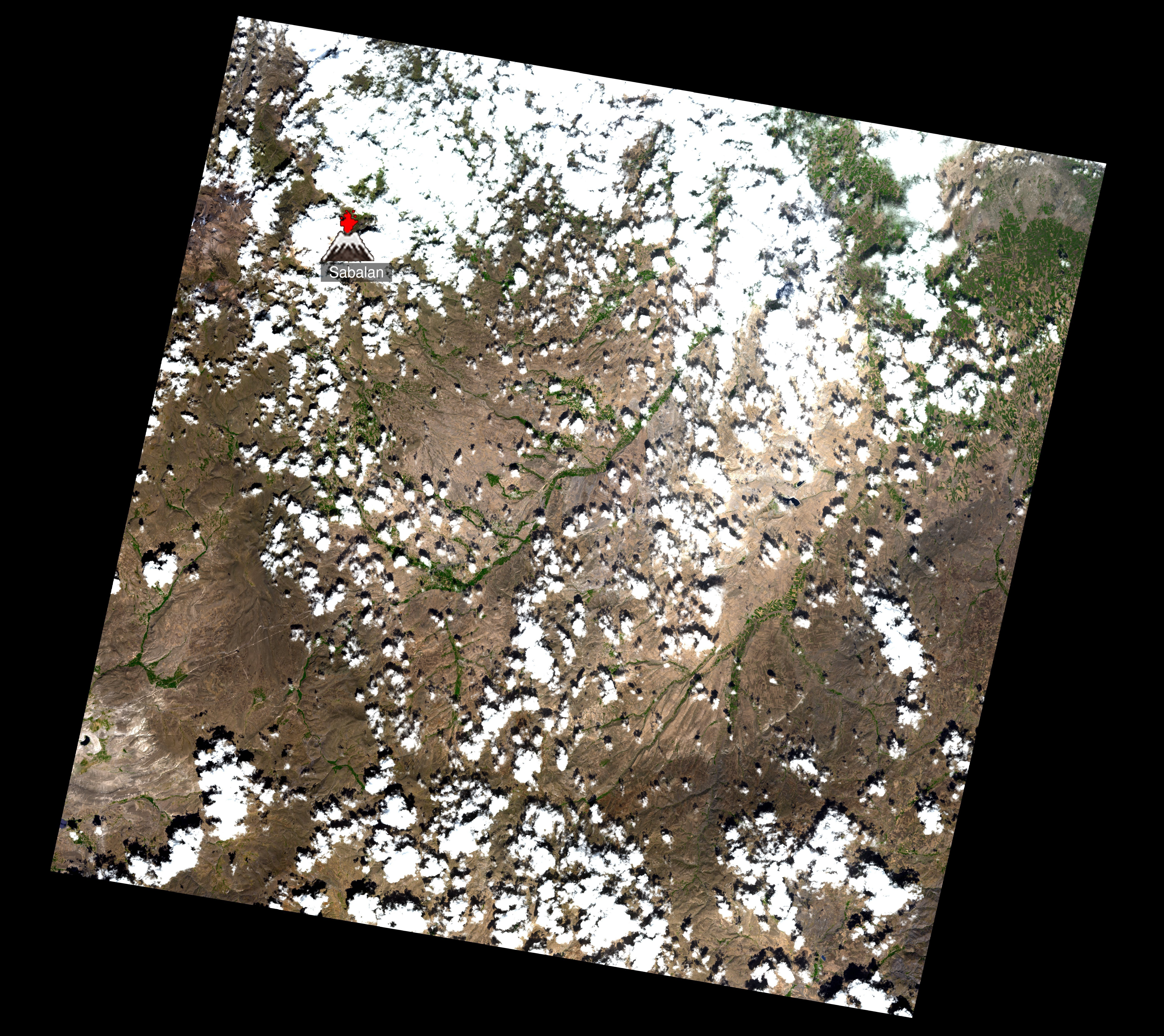
در تاریخ ۲۰۰۰/۰۹/۰۲
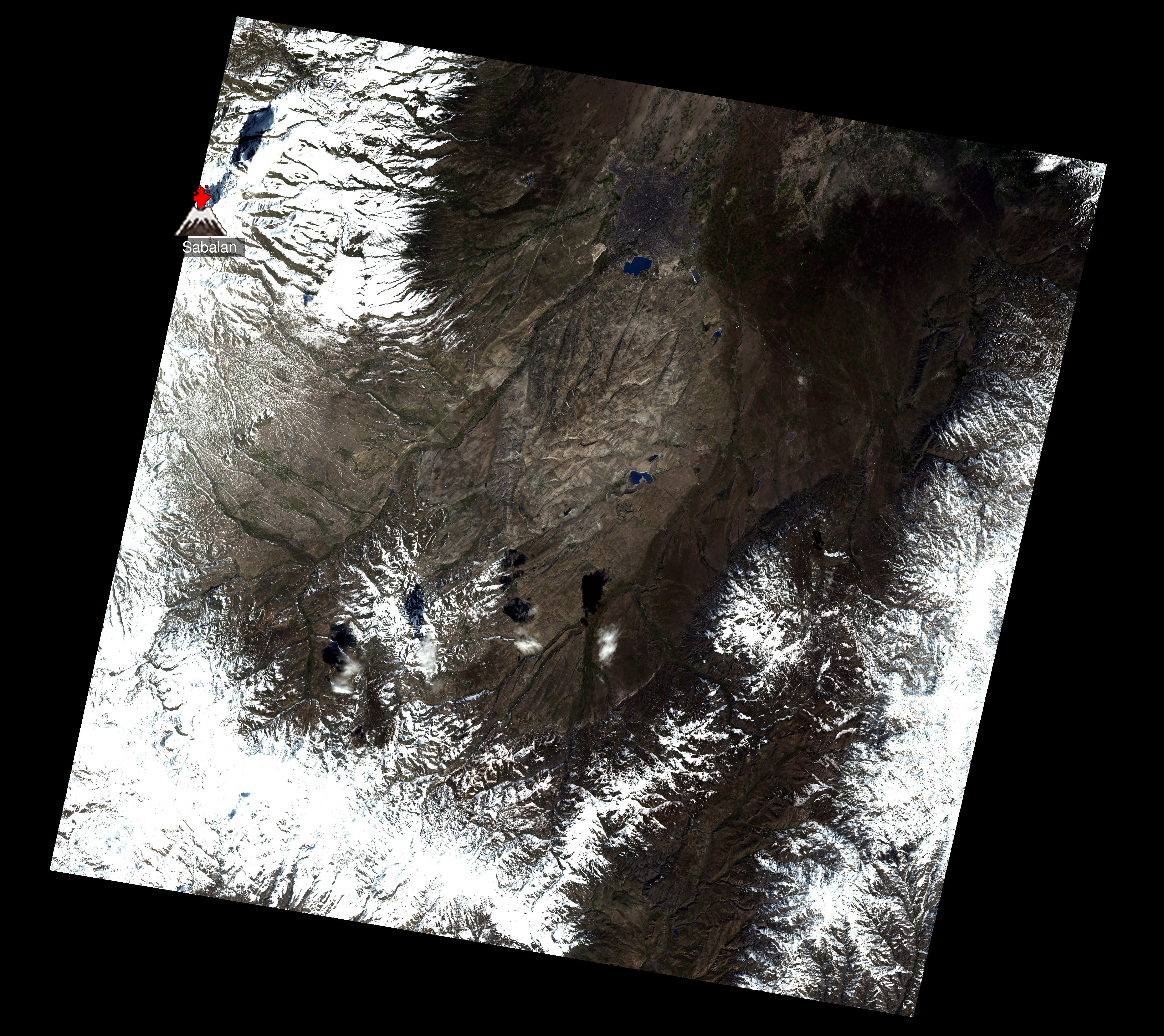
در تاریخ ۲۰۰۱/۰۲/۲۵
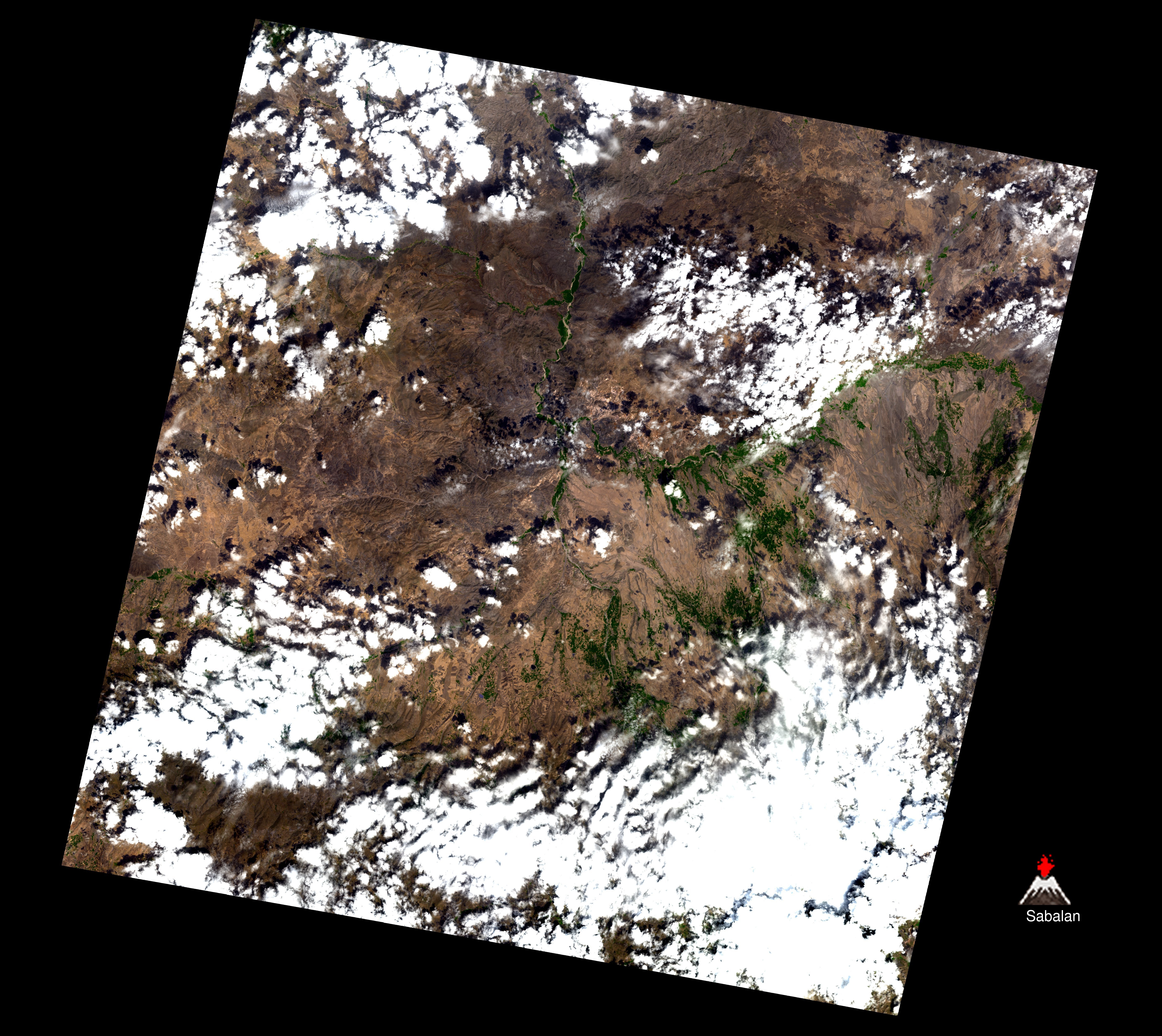
در تاریخ ۲۰۰۱/۰۸/۱۱
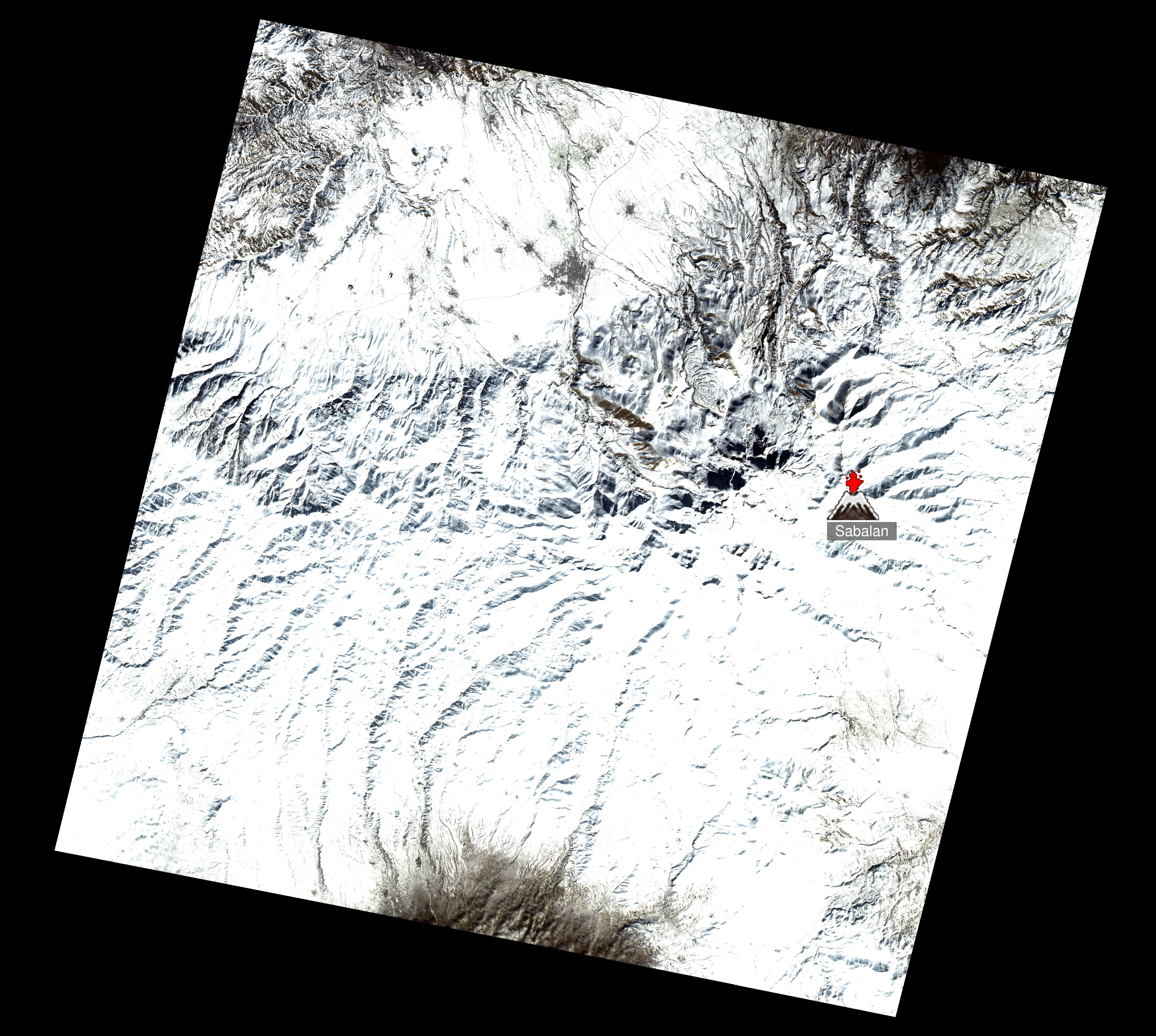
در تاریخ ۲۰۰۲/۰۱/۲۵
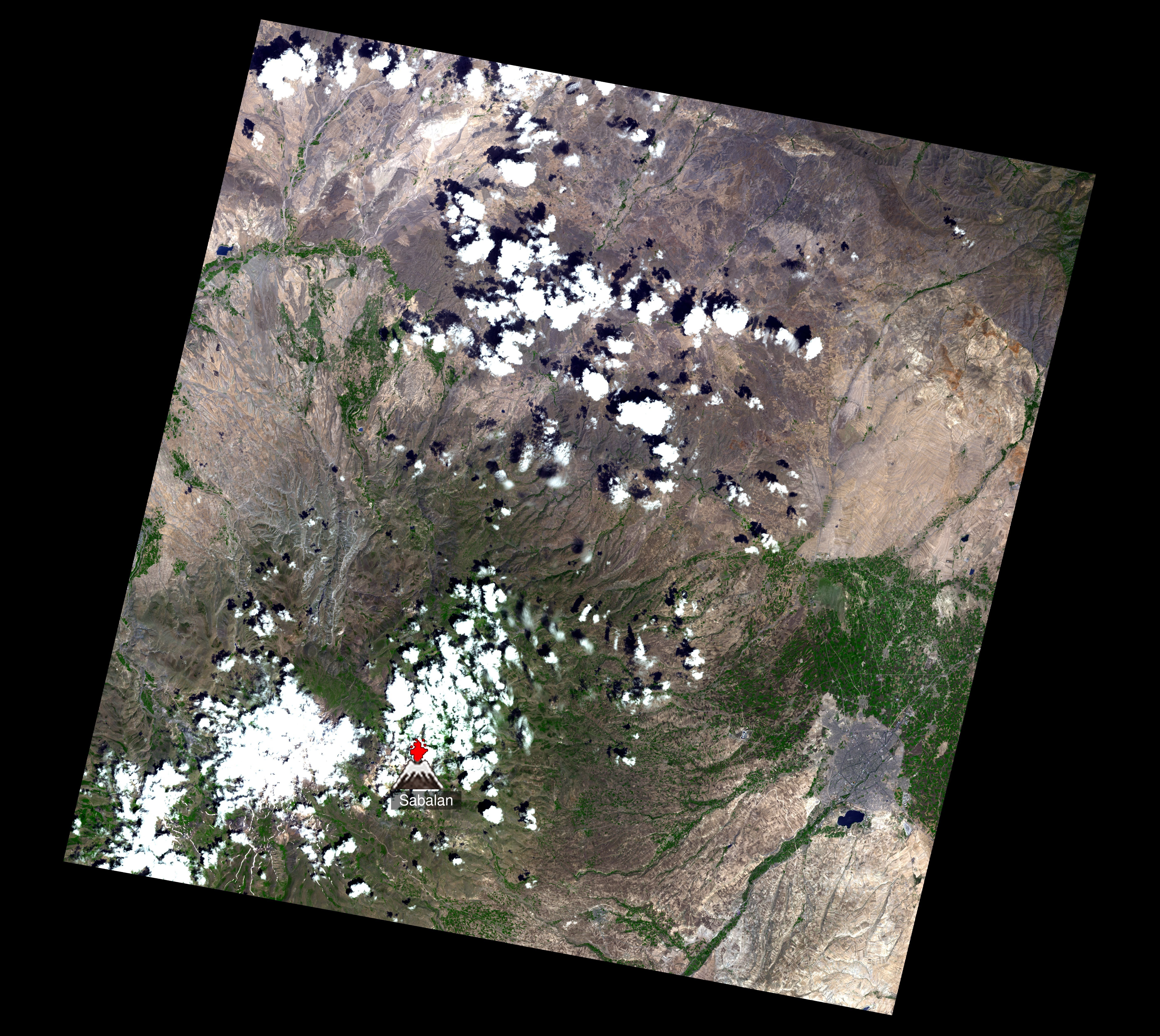
در تاریخ ۲۰۰۲/۰۷/۲۹
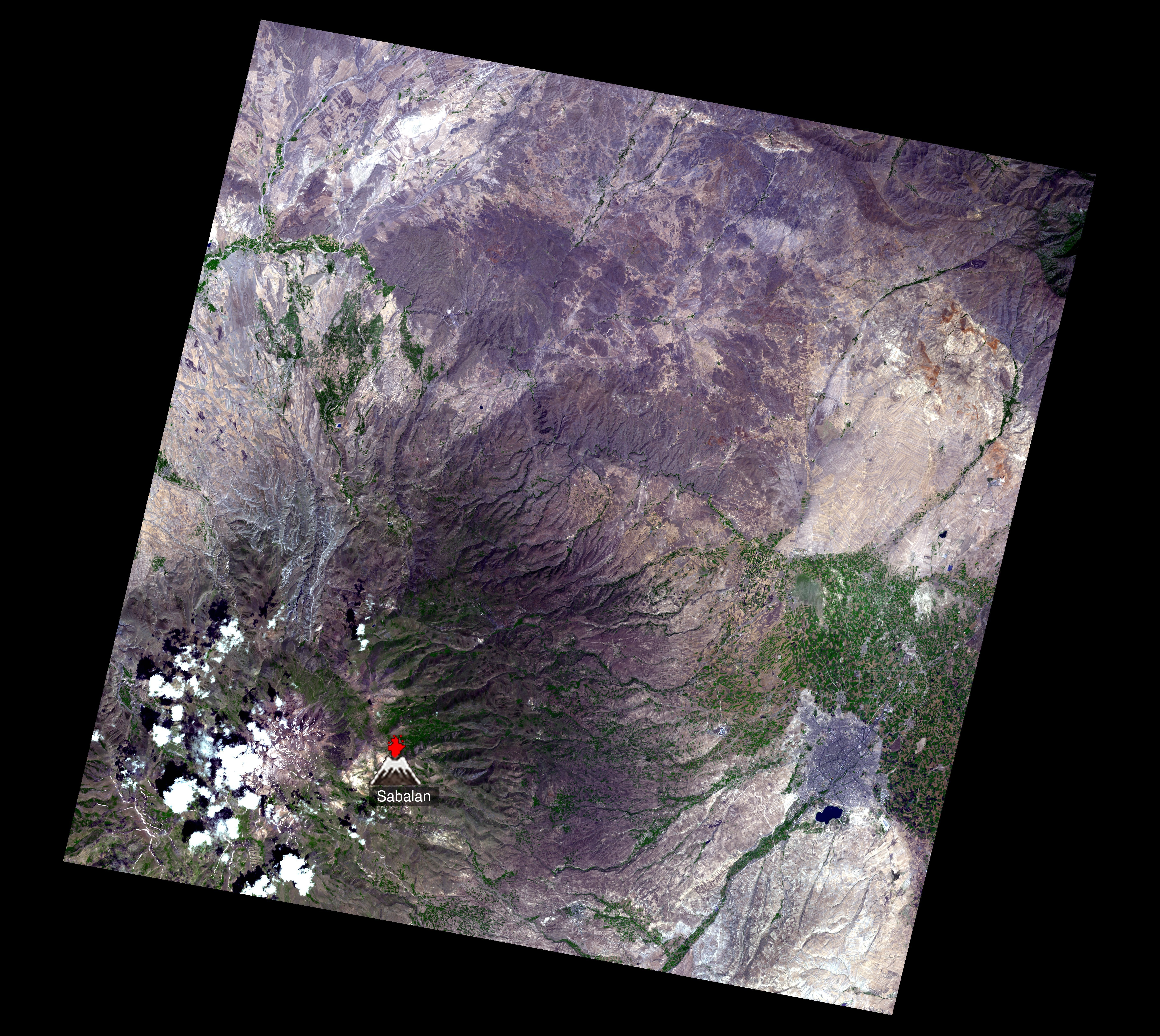
در تاریخ ۲۰۰۲/۰۸/۱۴
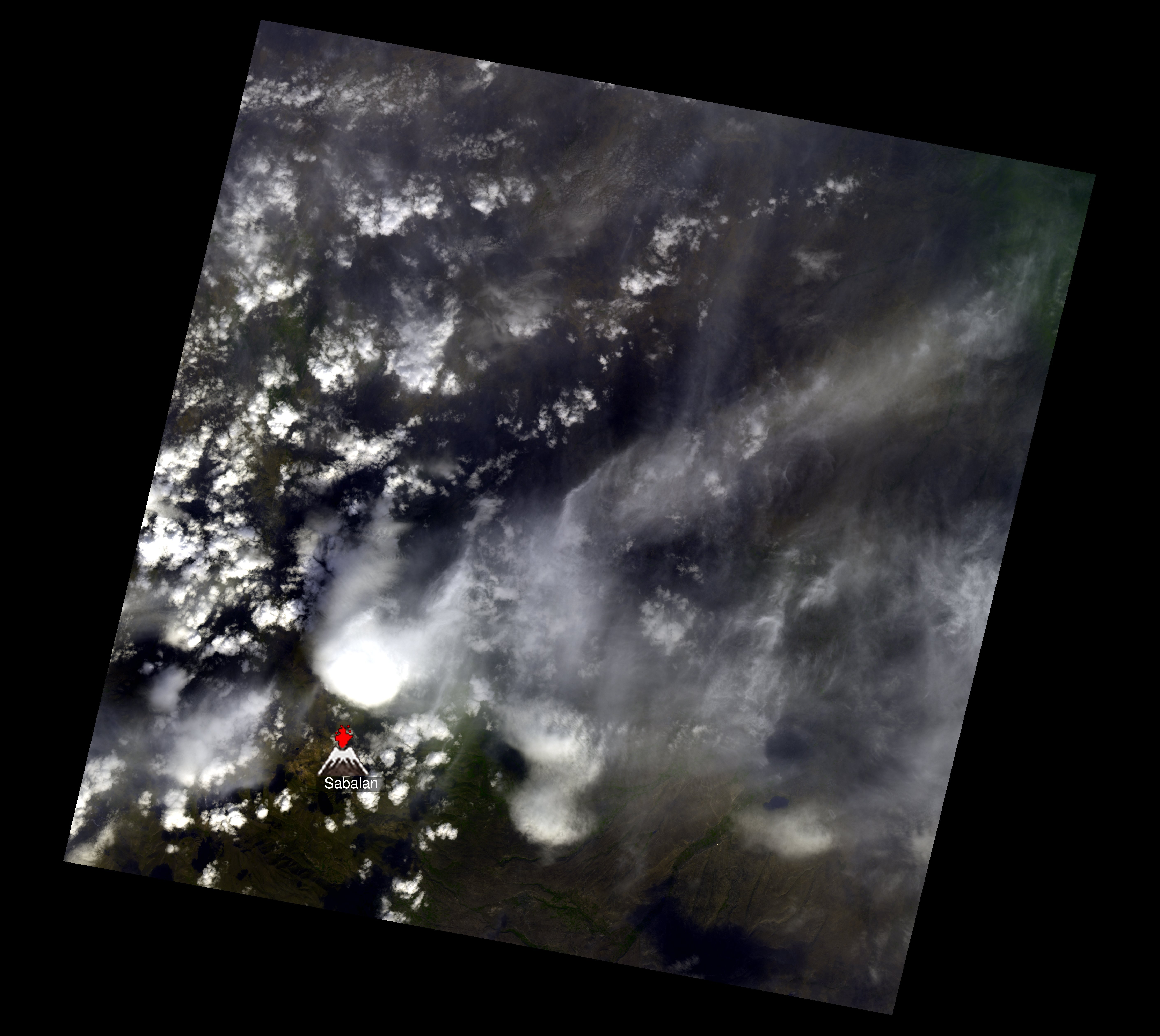
در تاریخ ۲۰۰۲/۱۰/۱۷